# Campomarino
Campomarino là một đô thị ở tỉnh Campobasso trong vùng Molise thuộc nước Ý, có vị trí cách khoảng 50 km về phía đông bắc của Campobasso. Tại thời điểm ngày 31 tháng 12 năm 2004, đô thị này có dân số 6.658.
Campomarino giáp các đô thị: Chieuti, Guglionesi, Portocannone, San Martino in Pensilis, Termoli.